# Suzuki Carry
Der Suzuki Carry ist ein seit 1961 in mittlerweile 12. Generation gebauter Kleintransporter der Kei-Car-Klasse des japanischen Fahrzeugherstellers Suzuki Motor Corporation. Die Van-Version wurde 1982 vom Suzuki Every abgelöst. Die in Europa teilweise als Suzuki Super Carry vermarktete Baureihe wurde auch von verschiedenen Herstellern unter anderem Namen gebaut. Vauxhall baute ihn als Vauxhall / GME und Bedford Rascal und Daewoo als Daewoo Damas bzw. Daewoo Labo und Chevrolet CMV und CMP für Südkorea, Lateinamerika und Nordamerika. Suzuki produzierte auch Badge-Engineering-Modelle als Chevrolet CMV/CMP und Chevrolet Super Carry für Latein- und Nordamerika, Holden Scurry für Australien und Ford Pronto für Taiwan. In Indien wird die 8. Generation, mittlerweile modernisiert, als Maruti Omni produziert. Ein weiterer Ableger der 9. und 10. Generation auf dem Heimatmarkt war der Autozam Scrum sowie der 9., 10. und 11. Generation der Mazda Scrum.

## Suzulight Carry FB/FBD 1961–1965
Die ersten Suzulight Carry wurden ab Oktober 1961 produziert. Zuerst gab es einen Pick-up, welcher mit dem Zweizylinder-Zweitaktmotor in Unterflurbauweise des ersten Suzuki-Pkw Suzuki Suzulight ausgestattet waren. Dieser leistete zunächst 16 kW (21 PS) bei einem Hubraum von 359 cm³. Im Juli 1962 folgte die sogenannte Van-Version, ein Pick-up mit Holz- oder Stahlaufbau.
Die Höchstgeschwindigkeit beider Modelle lag bei 76 km/h. Die Fahrzeuge hatten einen Radstand von 185 Zentimeter und waren mit Blattfederfahrwerken ausgestattet. Im September 1964 erschien ein Kombi-Modell, bei dem die hintere Sitzbank ausgebaut werden konnte.

## Suzulight Carry L20 1965–1969
Im Juli 1965 erfolgte der erste Modellwechsel des Pick-up als Suzulight Carry L20 mit verbessertem Chassis und um zwei Zentimeter verlängerten Radstand. Auch der Motor war überarbeitet und leistete nun 21 PS. Die Höchstgeschwindigkeit sank geringfügig auf 75 km/h. Im Januar 1966 folgte der Kombi Carry Van. Der Pick-up wurde wieder mit Holz- oder Stahlaufbau geliefert und mit einer Planenverdeck-Version mit zwei zusätzlichen jeweils seitlich angebrachten Rücksitzen im Laderaum. Bis 1969 wurde diese Baureihe parallel zur ab 1966 gestarteten "Suzuki Carry L30"-Version produziert.

## Suzuki Carry L30 1966–1969
Im Februar 1966 wurde der neue Suzuki Carry L30 erstmals vorgestellt. Den Namen Suzulight verwendete Suzuki nur noch beim L20 und dem ersten Suzuki-Pkw Suzuki Suzulight. Der L30 Carry war nun ein Frontlenker mit Heckmotor. Auch er hatte den Zweizylinder-Zweitaktmotor in Unterflurbauweise. Der Anlasser und die Lichtmaschine waren jedoch in der Front platziert. Neben der Pick-up-Version gab es auch Versionen mit Holzplanen oder Stahlaufbau. Die Nutzlast des Pick-up lag höher als beim L20 und maximal bei 350 kg.
Ab März 1968 war auch eine Carry-Van-Version (L30V) erhältlich mit einer seitlichen Tür nebst Heckklappe als Kombi mit 4 Sitzplätzen.

## Suzuki Carry L40 1969–1972

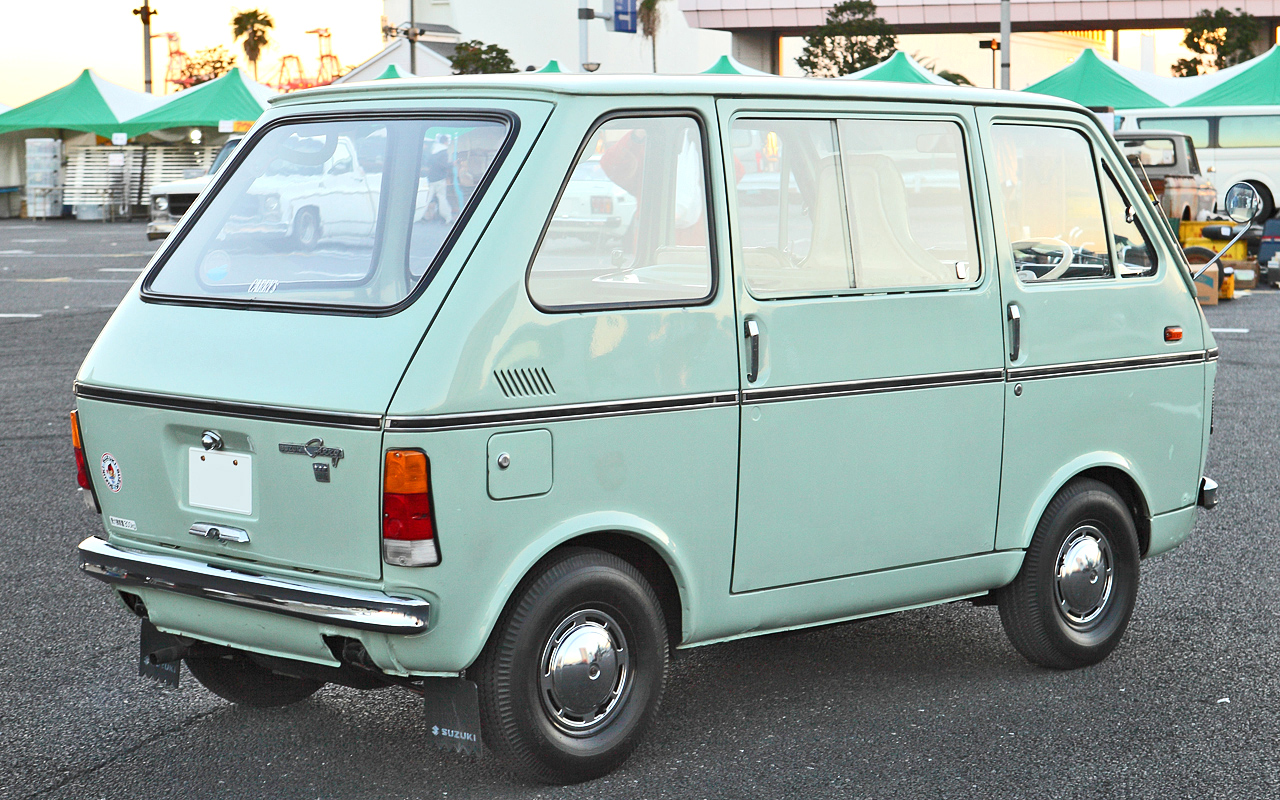
Suzuki Carry L40 Van

Die L40-Generation erschien im Juli 1969 und war von Giugiaro designt worden. Im November des gleichen Jahres erschien die Van-Version mit nun zwei seitlichen Schiebetüren und einer Heckklappe mit schrägem Heckfenster als Kleinbus. Das Giugiaro-Design trug den Nachteil eines begrenzten Innenraums und war ein wenig zu modern für die in der Regel sehr konservative japanische Gewerbekunden. Der Motor war aufgrund verschärfter Abgasnormen überarbeitet worden und leistete nun 25 PS (18 kW). Die Höchstgeschwindigkeit stieg deutlich auf 95 km/h. Die Nutzlast lag weiterhin bei 350 kg beim Pick-up und 300 kg bei der Van-Version.
Im Rahmen eines kleinen Facelifts im April 1971 erhielt der Carry L40 eine 27 PS-Version des bekannten FB Motor mit Suzuki-CCIS-Zylinder-Einspritzung und Selmix-Schmiersystem. Dieser Motor wurde auch in dem in der Zeit von 1978 bis 1982 gebauten Geländewagen Suzuki LJ 80 eingebaut. Erstmals gab es nun auch eine geschlossene Kastenwagen-Version, ein Pick-up mit aufgeschweißtem Stahlkörper und eine Camping-Van-Version. Während die Pick-up-Version im Mai 1972 ersetzt wurde, setzte Suzuki die Produktion des L40-Van noch bis August 1972 fort.

## Suzuki Carry L50/L60 1972–1976

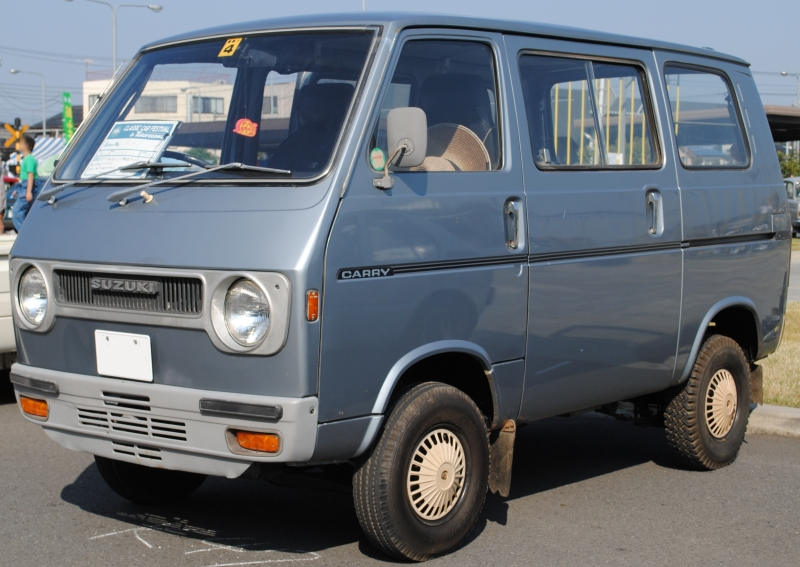
Suzuki Carry L50 Van

Die fünfte Generation L50 Carry debütierte im Mai 1972, gefolgt von einem neuen Carry Van im August. Das neue Modell trug noch das Giugiaro-Design, aber jetzt ohne Ausstellfenster in den vorderen Türen, und der Van/Kastenwagen hatte nun eine quadratische hintere Karosserie mit einer seitlichen Schiebetür und trug ein eher traditionelles Erscheinungsbild. Die Scheinwerfer waren jetzt rund, die maximale Nutzlast beim Pick-up lag weiter bei 350 kg. Der Motor war ähnlich dem vorherigen, nun aber wassergekühlt und leistete jetzt 28 PS (21 kW). Ab Dezember 1972 wurde eine fünftürige Van-Version mit zwei seitlichen Schiebetüren angeboten. Im November 1973 erhielt die Baureihe ein kleines Facelift mit neuem Kühlergrill und modifizierter Frontschürze. Die fünfte Generation des Suzuki Carry wurde zu einem großen Markterfolg.
Im September 1975 wurde eine spezielle Exportversion eingeführt für Kunden, die mehr Leistung wollten. Diese zusätzliche Serie L60 erhielt eine größere (446 cm³) Version des L50-Zweizylinders mit nun 29 PS, ein stärkeres Differential, um das gesteigerte Drehmoment zu übertragen, und stabilere Federn, wodurch die Nutzlast auf 550 kg stieg. Ebenso erfolgten geringfügige Änderungen, um größere Nummernschilder anbringen zu können, und ab Dezember 1975 verfügte der Inlandsmarkt-Motor nur noch über 26 PS aufgrund strengerer Abgasvorschriften.

## Suzuki Carry ST10/ST20/ST80 1976–1979 (Indonesien bis 1983)
Im Mai 1976 als Reaktion auf die veränderten Möglichkeiten für die Kei-Car-Klasse erschien die sechste Generation Carry ST10, auch als Carry 55 im Export bekannt. Er hatte einen größeren, wassergekühlten aber immer noch Zweitakt-Dreizylinder-Motor mit nun 539 cm³. Äußerlich bestand der einzige Unterschied zum Vorgänger in etwas größeren Stoßstangen.
Bereits im September 1976 wurde der ST10-Pick-up durch die verbreiterte und verlängerte ST20-Version ersetzt. Das nun als Suzuki Carry Wide 550 vermarktete Modell hatte die maximalen Abmessungen, die in der Kei-Car-Klasse möglich waren. Im November erschien der ST20-Van, der 4 cm kürzer als der Pick-up war und eine völlig neue Heckpartie hatte. Es wurde auch ein ST20K-Pick-up eingeführt, bei dem nicht nur die Heckklappe, sondern auch die Seitenteile abklappbar waren.
Im Oktober 1977 erfolgte ein Facelift mit verbesserter Serienausstattung und Kühlergrill bei allen Versionen, mit Ausnahme des Standard-Pick-up. Außerdem wurde die spezielle Exportversion ST80 eingeführt. Diese Version war der erste Carry mit einem Viertakt-Motor, dem auch im Suzuki LJ80 eingeführten 797-cm³-F8A-Motor. Gebaut wurde diese Version auch in China unter den Bezeichnungen Jilin JL 1010/6320/6330/6360 und als Kaixuan NJD 6330/6340/NJD.
Ab Februar 1979, nur zwei Monate vor Start der neuen Baureihe, erschien eine spezielle Minivan Version. Diese besser ausgestattete Van-Version hatte unter anderem verstellbare Sitze, Chrom-Stoßstangen und war in Metallic-Lackfarben lackiert.
Der Carry ST20 wurde in Indonesien noch bis 1983 mit dem Zweitaktmotor produziert.

## Suzuki Carry ST30/40/90 1979–1985
Im März 1979 kam der neue Carry ST30-Pick-up. Die Abmessungen waren die gleichen wie zuvor, ebenso wie der Zweitakt-Motor, der nun aber vom Heck unter den Vordersitz wanderte. Ab dem Zeitpunkt der ST30-Einführung wurde der Carry der meistverkaufte Kei-Car-Lkw im Inlandsmarkt für acht Jahre in Folge. Für den Export wurde die ST90-Version eingeführt mit dem größeren Viertakt-F8A-Motor mit 797 cm³. Auf dem heimischen Markt war ab Oktober 1980 der Carry mit dem neuen 543-cm³-Viertakt-Motor F5A als Carry ST40 erhältlich. Trotzdem blieb der Zweitakt-Motor populär. Ab Mai 1981 war eine Allradantriebs-Version des Pick-up erhältlich und im selben Jahr erfolgte auch offiziell die Markteinführung des Carry mit der 797 cm³-Motorvariante in Deutschland. Ab November 1982 gab es auch für die Van-Versionen Allradantrieb. Der Minivan wurde ab Dezember 1982 zum Suzuki Every. Für diesen gab es nur den Viertaktmotor, da der Zweitakter die strengeren Abgasvorschriften für PKW nicht einhalten konnte. Gleichzeitig wurde die Baureihe überarbeitet mit neuem Innenraum und Front-Design. Ein Sperrdifferential war nun auch verfügbar, ebenso eine optionale Klimaanlage beim Minivan Suzuki Every, der im Export stets als Carry-Van parallel zum Carry-Pick-up-Kastenwagen und Kleinbus vermarktet wurde.

### Suzuki Bolan und Suzuki Ravi seit 1985
In Pakistan produziert Pak Suzuki Motors, eine kleine Tochtergesellschaft der Suzuki Motor Corporation, seit 1985 den Carry ST90-Van als Suzuki Bolan mit dem Dreizylinder-F8B-796-Vergasermotor mit 37 PS (28 kW). Das Vier-Gang-Schaltgetriebe ermöglicht eine Höchstgeschwindigkeit von 120 km/h. Die neben dem VX luxuriösere VXR-Variante besitzt eine serienmäßige Klimaanlage. Die Pick-up-Version des ST90 wird als Suzuki Ravi produziert.

### Ford Pronto 1985–2007
Zwischen 1985 und 2007 produzierte Ford Lio Ho in Taiwan den Ford Pronto. Ford Lio Ho ist ein Joint Venture zwischen Ford und Lio Ho in Taiwan. Der Pronto war ebenfalls ein Lizenznachbau des Carry ST90 und nur in Taiwan verfügbar, wo er mit dem CMC Van, Mitsubishi Minicab und dem Subaru Sambar als Minivan konkurrierte. 2007 stellte Ford Lio Ho die Produktion des Pronto ein, da der Motor nicht mehr die verschärften Abgasvorschriften erfüllen konnte und sich aufgrund der geringen Marge keine Neuentwicklung lohnte.

### Suzuki Super Carry Indonesien 1983–2008
In Indonesien begann Anfang 1983 die Produktion des ST90 Carry als Suzuki Super Carry mit einem 970-cm³-Benzinmotor mit 44 PS (32 kW). Er war jedoch mit 3700 mm etwas länger und auch zehn Zentimeter breiter. Zusammen mit dem noch größeren Carry Futura (siehe weiter unten) wurde er bis 1991 produziert und erhielt dann ein Facelift, zusammen mit der Einführung des 1,3-Liter-Motors des Daihatsu Zebra. Bis 2008 wurde diese lediglich 3,29 m × 1,78 m × 1,39 m (L × H × B) abmessende Kleinbusversion mit sechs Sitzplätzen und Kastenwagenversion gebaut.

### Maruti Omni seit 1984
Seit 1984 baut das Suzuki Tochterunternehmen Maruti in Indien den Carry ST90 als Maruti Omni.

### Suzuki Carry ST90 in China
In China wird der Carry ST90 von Changan als Chang'an Stern SC 1010 / 1011 / 1014 / 6320 / 6331 gebaut. Weitere Ableger sind der Anchi MC, Changhe CH, Hanjiang SFJ, Songhuajiang HFJ und Feihu HH. Die Motorisierung dieser Lizenzbauten weicht von der originalen Suzuki-Version meist ab.

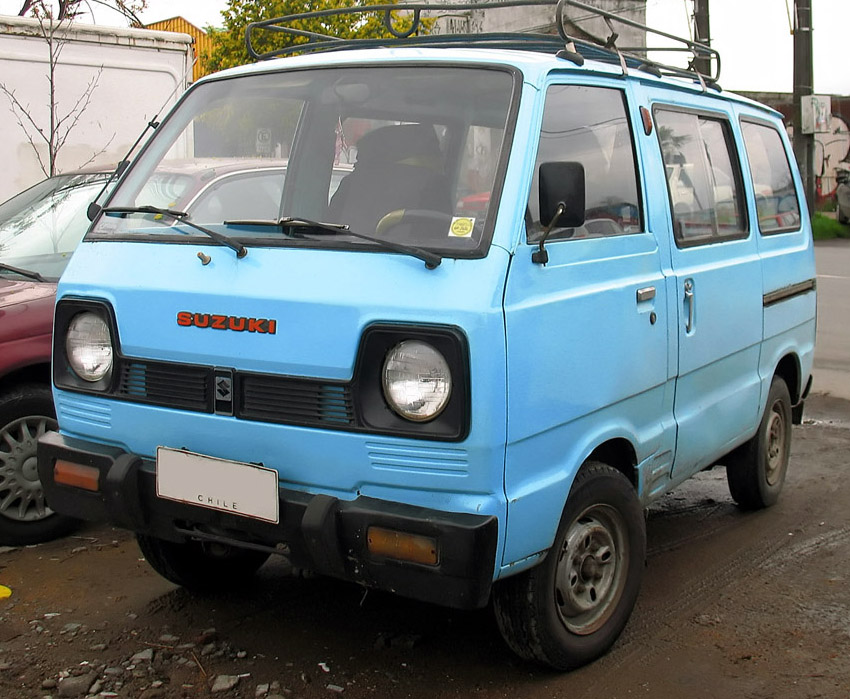
Suzuki Carry ST90
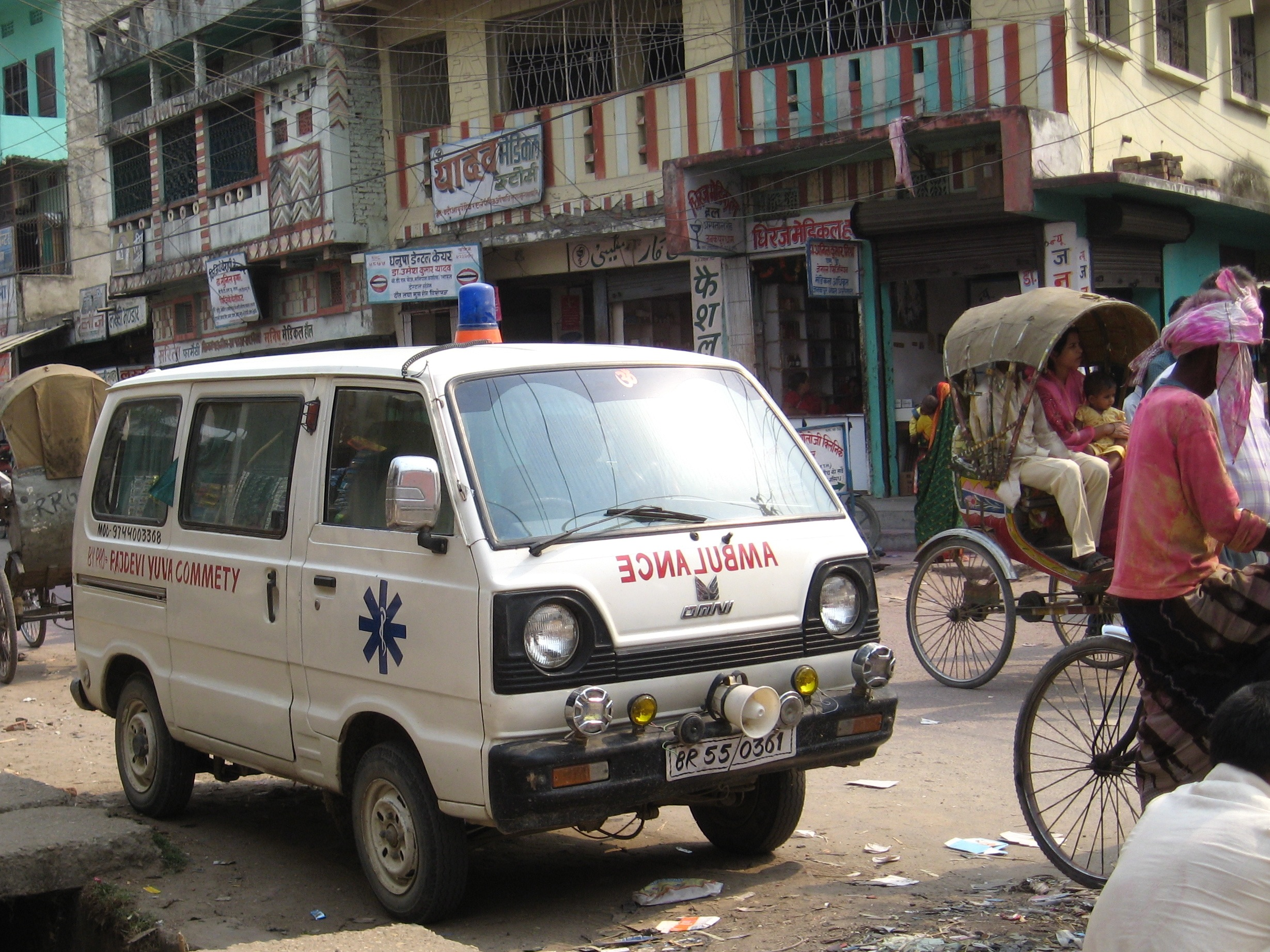
Maruti Omni

## Suzuki Carry / Super Carry DA71/DB71/DA81/DA41/DB41/DA51/DB51 1985–1991
Die neunte Carry-Generation erschien im März 1985. Beim neuen Modell war das Dach bei der Van-Version um einige Zentimeter angehoben, um eine bequemere Stehhöhe zu gewährleisten. Die Chassis-Codes waren DA/DB71 für die 543-cm³-Van-(Kastenwagen/Kleinbus)-Modelle (DB mit Allradantrieb) und DA81 für den 539-cm³-Zweitakt-Pick-up, der verfügbar blieb, bis der Carry Pick-up im Juli 1986 mit der neuen Front erschien. Das Leergewicht wird mit 600–780 kg angegeben.
Auf dem Heimatmarkt gab es nun auch ein Schwestermodell als Autozam Scrum bzw. Mazda Scrum.
- Ab Mai 1989 gab es einen moderneren 547-cm³-Multiventilmotor, welcher als Carry DA/DB41 vermarktet wurde.
- Geänderte Kei-Car-Vorschriften brachten ein Facelift mit etwas runderer Karosserie und den 657-cm³-0,7-Liter-Benzinmotor mit 38 PS (28 kW) und 58 PS (43 kW) mit Turbolader. Diese Version wurde als Carry DA/DB51 vermarktet. Die Leistung der kleineren Variante stieg auf 42 PS (31 kW) im März 1991. Nur sechs Monate später erschien bereits die zehnte Carry-Generation.

### Suzuki Carry bzw. Super Carry 1985–1999 Exportmodell
Im Export wurde die neunte Carry-Baureihe mit dem 797 cm³ Vierzylinder Suzuki F8A und als Super Carry mit dem F10A 970 cm³ Vierzylindermotor ausgestattet. Die Leistung lag bei 37 und 45 PS bzw. 27,5 und 33 kW. Dadurch wurden Spitzengeschwindigkeiten von 110 und 115 km/h erreicht. Das Exportmodell hatte stärkere Stoßfänger, und die Gesamtlänge stieg um 100 mm auf 3295 mm.
Obwohl bereits ab 1991 im Heimatmarkt eine neue Version verfügbar war, wurde im Export zumeist der Super Carry von 1991 bis 1999 aus indonesischer Produktion vermarktet. Hierbei hatte er den 1,3 Liter Vierzylinder mit 57 kW aus dem Suzuki Samurai.

### Vauxhall/Bedford/GME Rascal / Holden Scurry
→ Siehe auch: Bedford Rascal.
Vauxhall baute die 9. Carry Generation für Australien als Holden Scurry sowie als Vauxhall / GME / Bedford Rascal für die Commonwealth-of-Nations-Länder und für einige Jahre als Suzuki Carry / Super Carry für Kontinentaleuropa.

### Daewoo Damas / Labo und Chevrolet CMV/CMP
→ Siehe auch: Daewoo Damas.
Daewoo baute die neunte Carry-Generation für Südkorea und andere asiatische Märkte als Daewoo Damas / Labo sowie für Chevrolet als Chevrolet CMV/CMP für Lateinamerika und Nordamerika. Zuvor hatte Suzuki die 8. und teilweise 9. Generation für Chevrolet als Chevrolet CMV/CMP und Chevrolet Super Carry für Latein- und Nordamerika produziert.

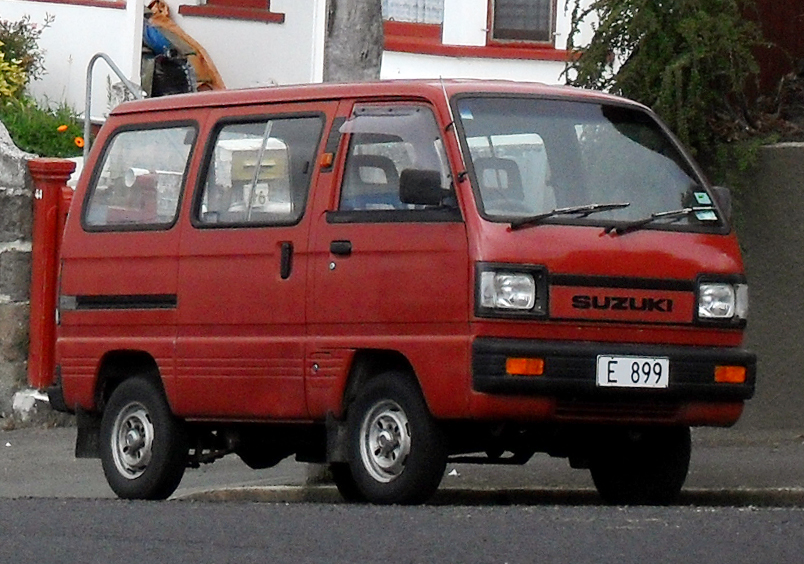
Carry Van
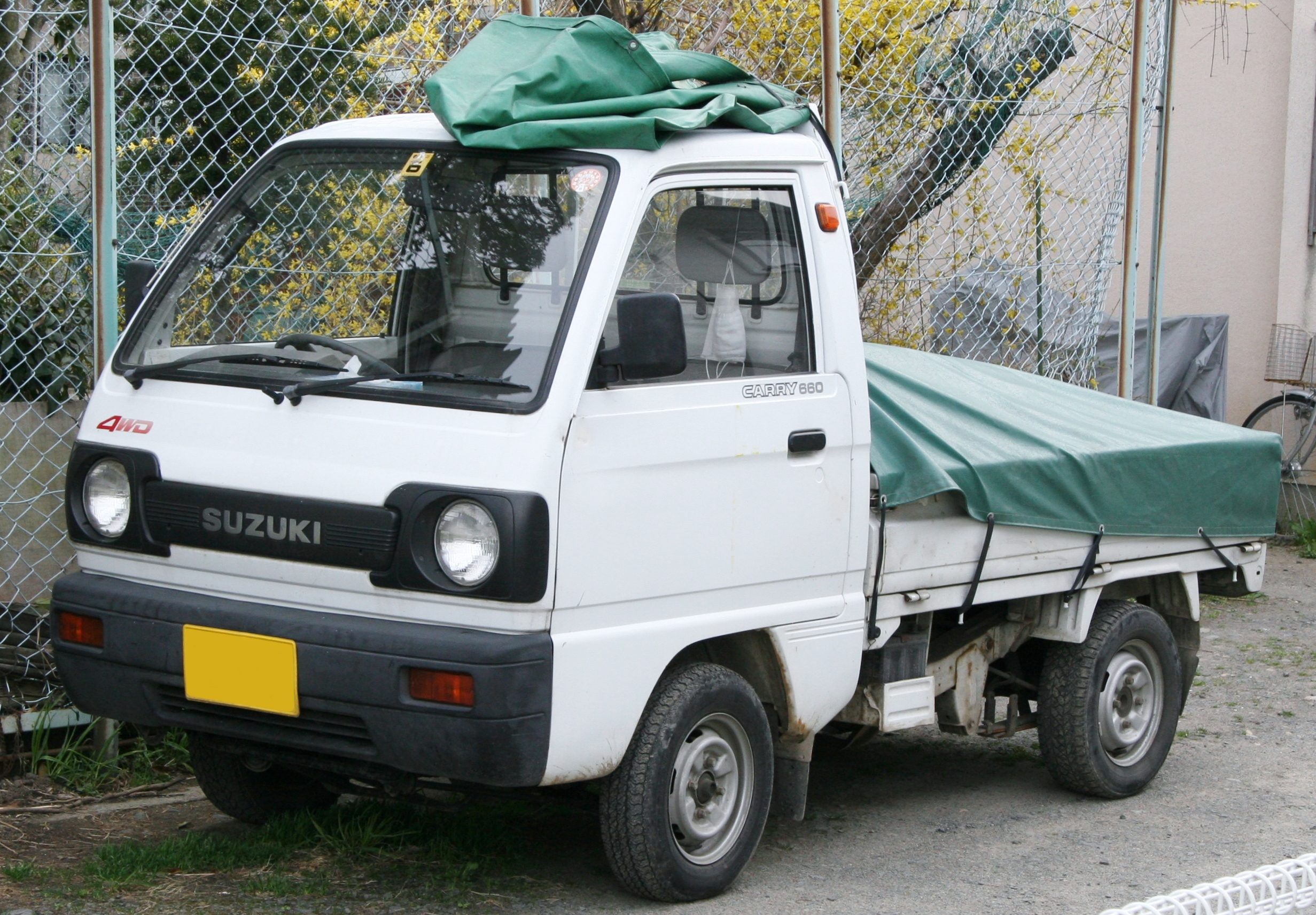
Faceliftmodell
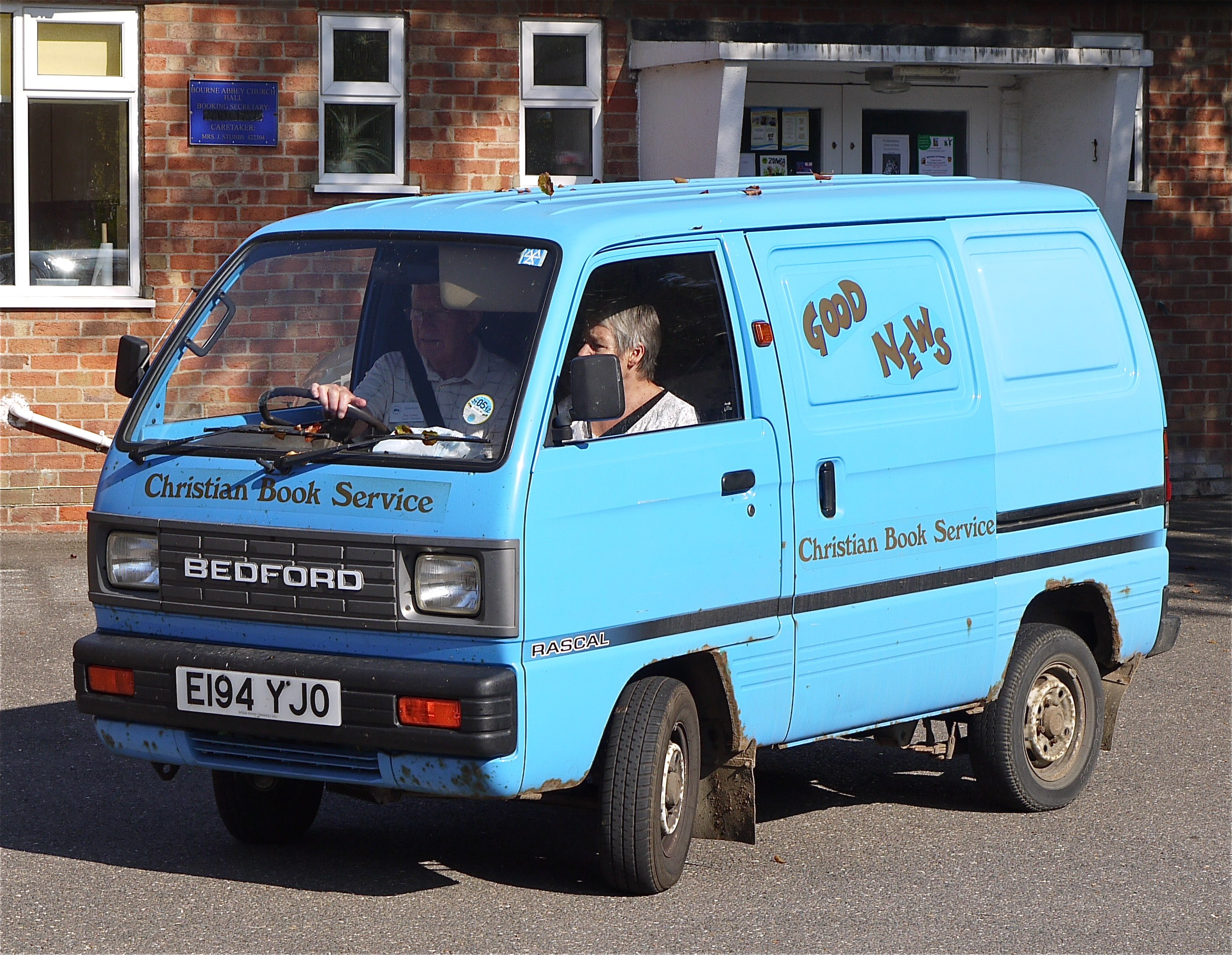
Bedford Rascal
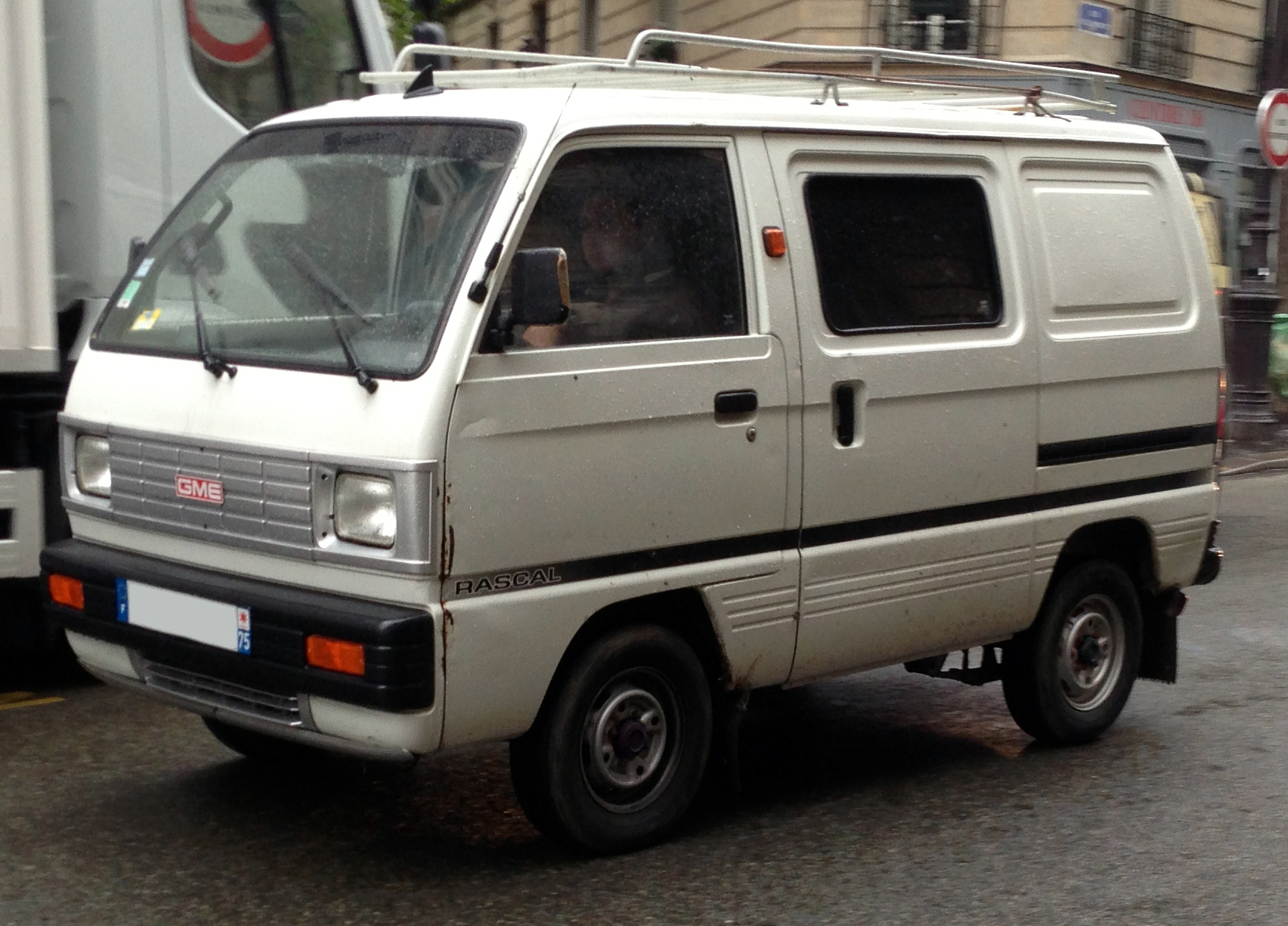
GME Rascal
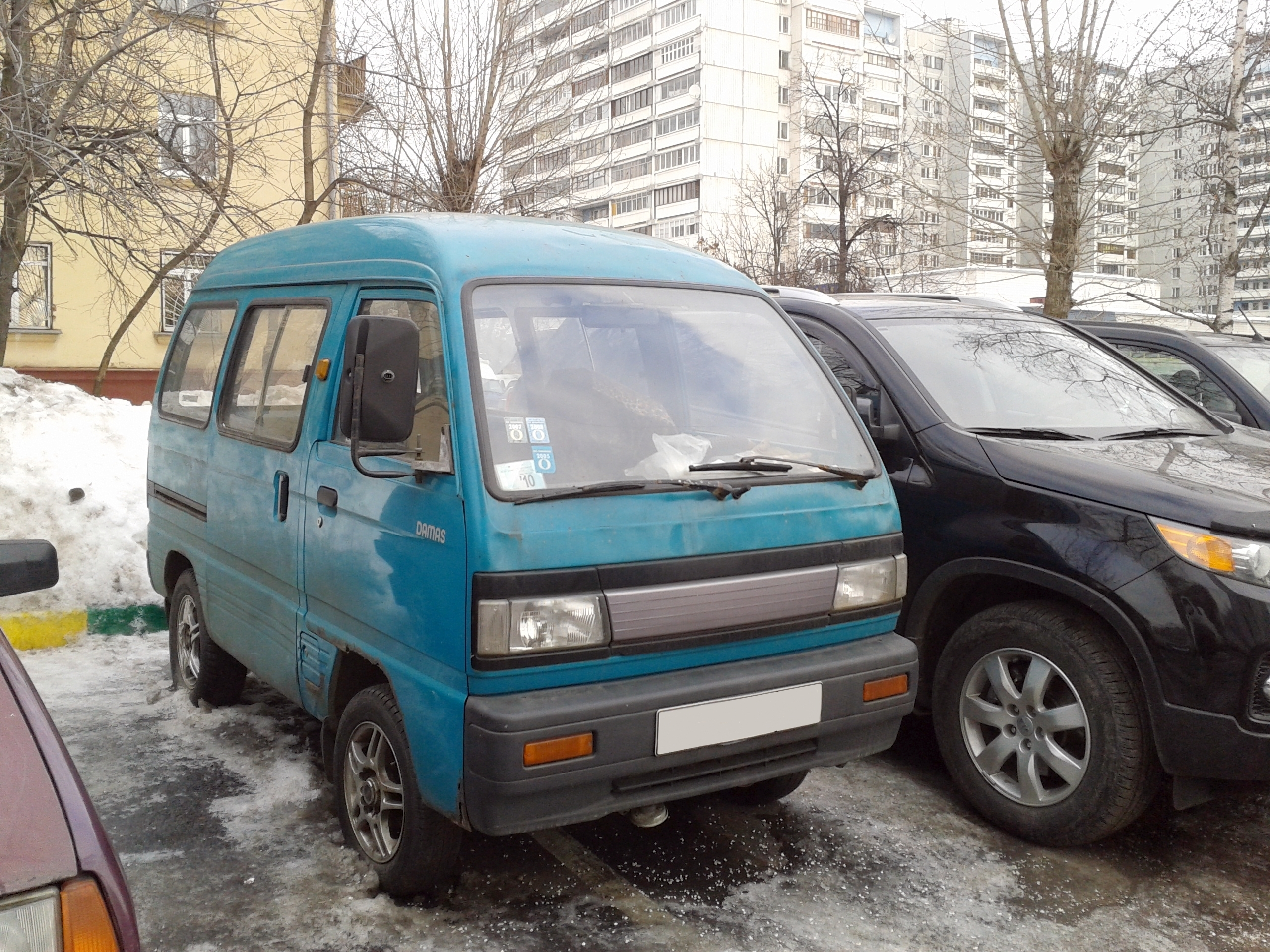
Daewoo Damas
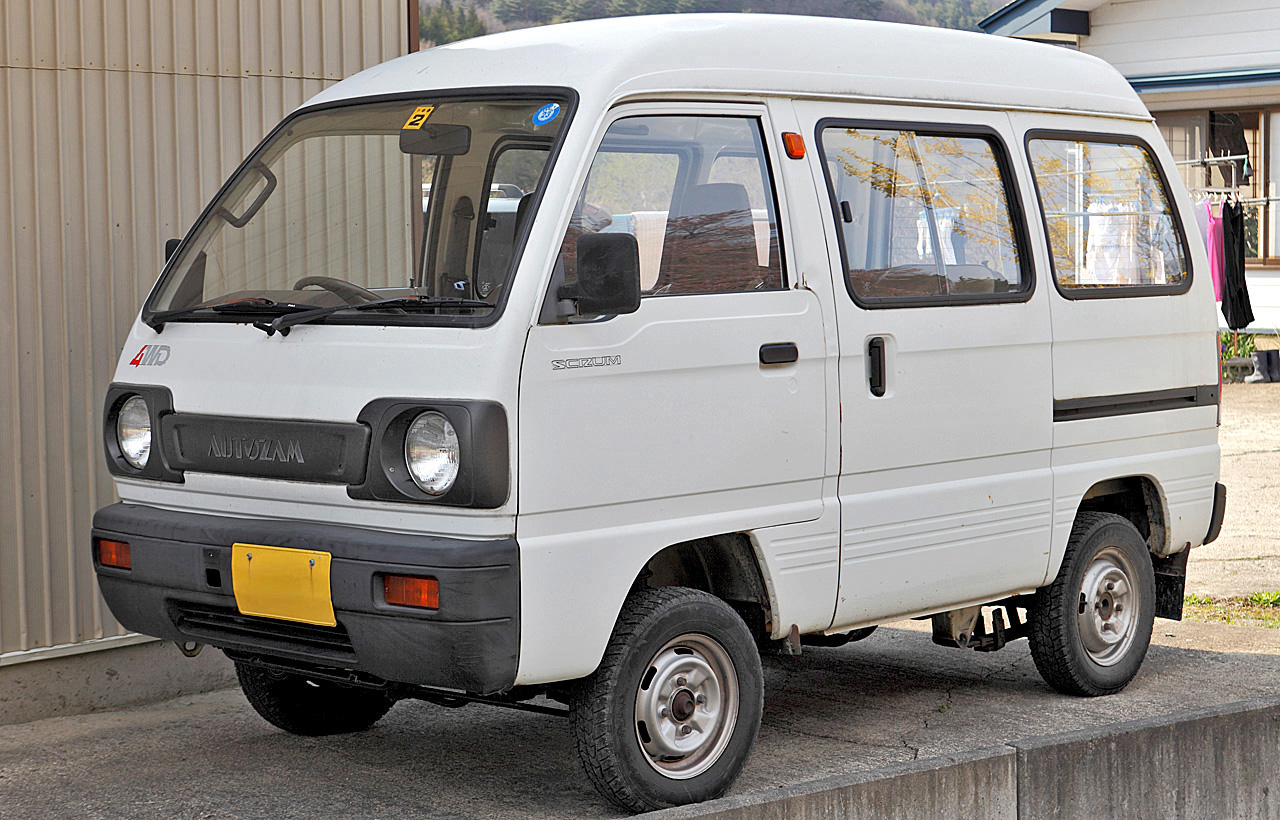
Autozam Scrum
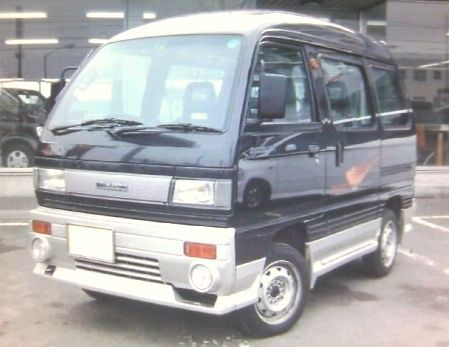
Mazda Scrum

## Suzuki Carry DC51/DD51 1991–1999
Die zehnte Generation Carry (DC/DD51 Pick-up) (DE/DF51V Van) erschien im September 1991. Sie wurde auch wieder als Autozam und Mazda Scrum produziert, aber kaum exportiert. Einzig verfügbarer Motor war der 657-cm³-F6A-Saugmotor der vorherigen Generation mit 5-Gang-Schaltgetriebe oder 3-Stufen-Automatikgetriebe. Die Karosserie war komplett neu, erschien viel glatter und hatte ursprünglich kleine rechteckige Scheinwerfer. Das Chassis des Pick-up war weitgehend unverändert, jedoch mit einem etwas längeren Radstand. Insgesamt hatte diese Baureihe einen deutlich längeren Radstand, und der Motor war nun knapp vor der Hinterachse montiert. Wahlweise gab es neben dem Heckantrieb auch eine Allradversion. Das Leergewicht wird mit 650–720 kg angegeben.
1993 erfolgte ein Facelift mit modischen runden Scheinwerfern und wurde so bis 1999 gebaut. Später stellten sich bei der Pick-up-Variante Probleme mit der De-Dion-Hinterachse ein, welche nicht so geeignet für das Tragen schwerer Lasten war. Viele Kunden behielten daher länger die vorherige und in der Regel robustere Version.

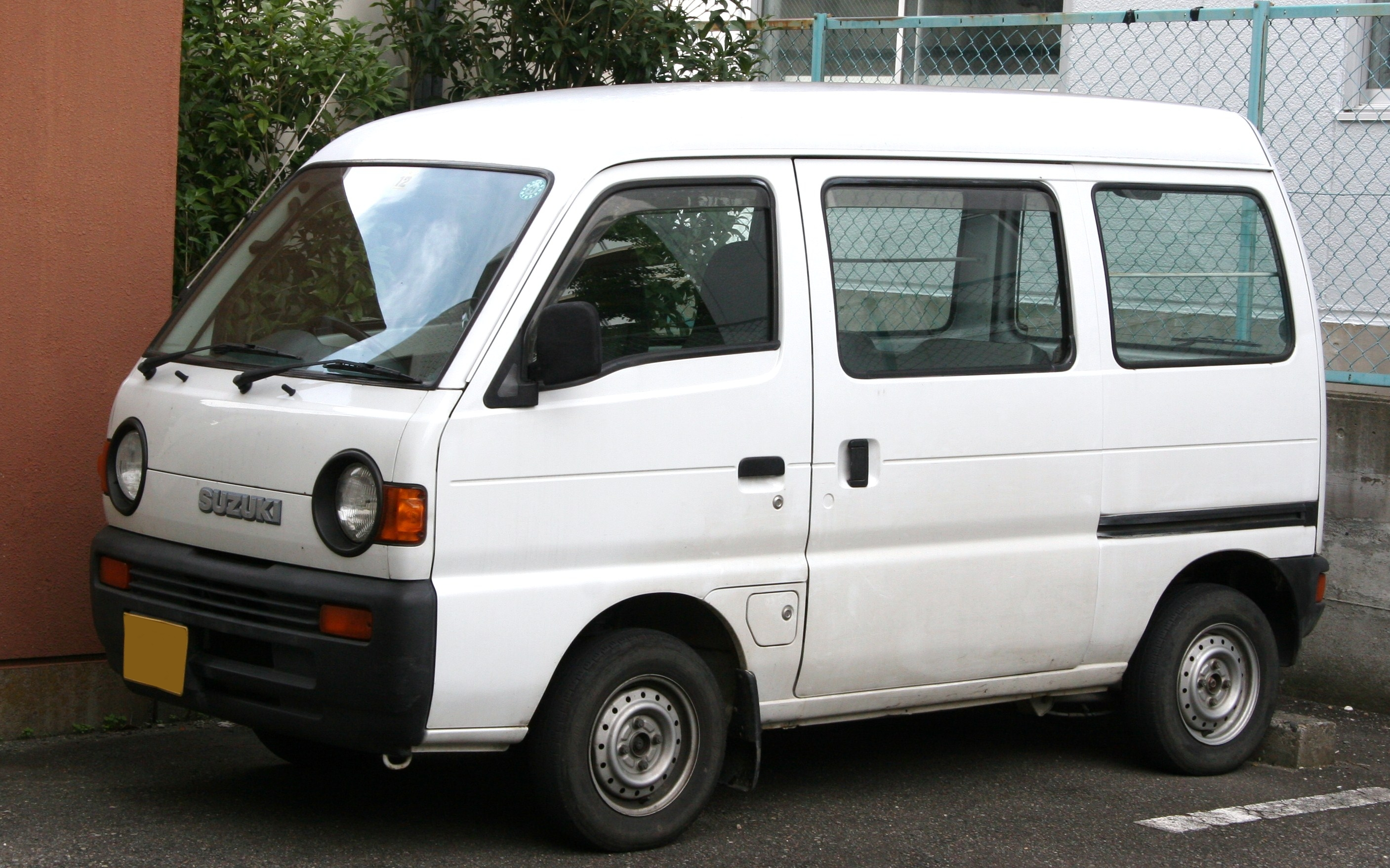
Carry Van 1993–1999
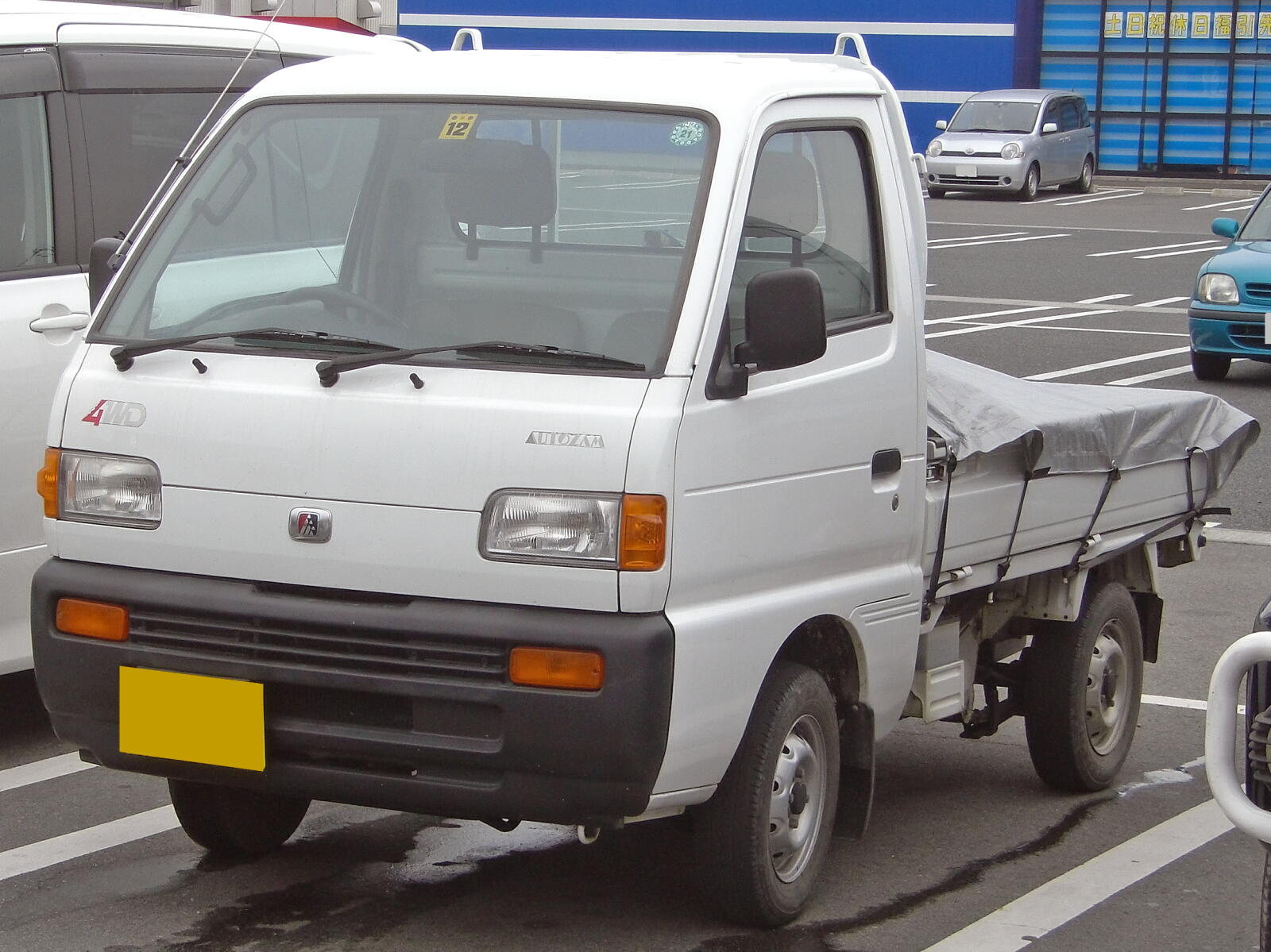
Autozam Scrum II 1991–1993
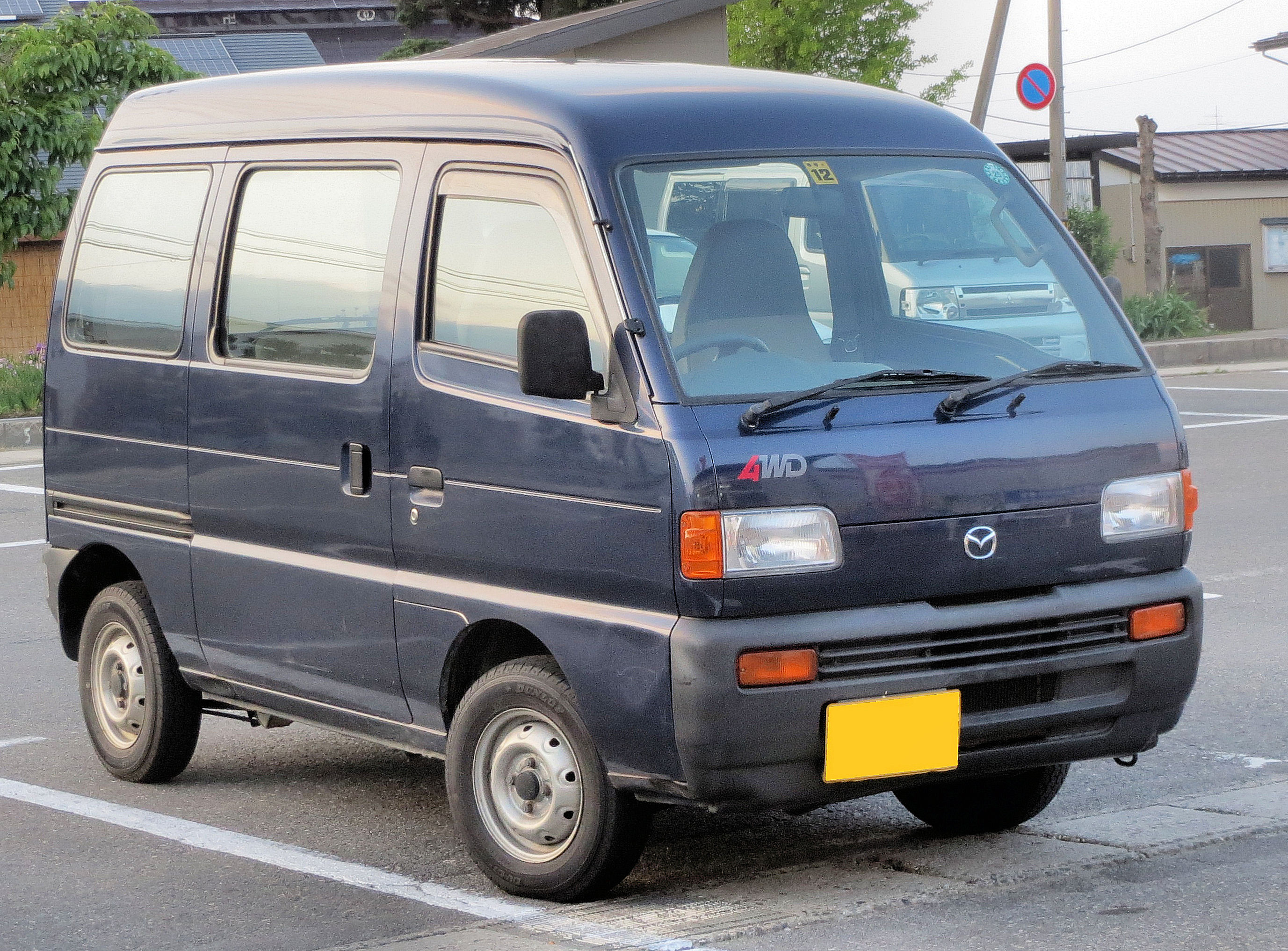
Mazda Scrum II

## Suzuki Carry DA52T/DB52T/DA62T/DA63T/DA65T 1999–2013
Im Januar 1999 erschien die 11. Generation Carry als Pick-up. Eine eigene Kastenwagen- bzw. Kleinbus-Version gab es nicht mehr, sondern diese wurde vom Suzuki Every abgeleitet. Lediglich der Mazda Scrum wurde in allen Karosserievarianten unter einen Namen vermarktet, ein Autozam-Modell gab es nicht mehr. Außerhalb Asiens wurde die neue Generation wie der Vorgänger nicht mehr angeboten. Als Motor kam wieder der F6A-SOHC-657-cm³-Motor mit und ohne Turbolader zum Einsatz, der nun als Frontmotor verbaut wurde, wie vorher mit 5-Gang-Schaltgetriebe und 3-Stufen-Automatikgetriebe und wahlweise mit Allradantrieb statt nun Frontantrieb. Das Leergewicht wird mit 650–780 kg angegeben.
- Da die Ladelänge kürzer war als bei Konkurrenzmodellen, wurde diese ab November 1999 durch Reduzierung der Fahrerkabine verlängert. Neue Abgasvorschriften brachten die Einstellung der 657-cm³-Version ohne Turbo. Gleichzeitig wurde ein Start-Stopp-System eingeführt.
- Ab Mai 2000 war ein Radio auch im Standardmodell Serienausstattung, und der Motor wurde zusätzlich mit Ladeluftkühlung ausgestattet.
- Im September 2001 wurde zusätzlich der K6A-Vollaluminium-DOHC-Benzinmotor eingeführt, die Rostvorsorge verbessert, neue kleinere Felgen zur Minimierung des Wenderadius verbaut, zudem erhielt die Baureihe eine neu gestaltete Instrumententafel.
- Der Mai 2002 brachte eine überarbeitete Version mit verbreiteter Kabine. Gleichzeitig wurden separat austauschbare Karosserieteile eingeführt, um die Auswirkungen von Bagatellschäden zu minimieren und günstigere Versicherungstarife zu erreichen. Die Form der seit 1979 verwendeten Rückleuchten wurde ebenfalls verändert und eine Niederflur-Version eingeführt.
- Ab November 2005 gab es eine Version mit kurzem Radstand, bei den 4WD-Versionen elektrische Differentialsperre und manuelle Leuchtweitenregulierung.
- 2008 wurden die Motoren überarbeitet zur Erreichung der verschärften Abgasnormen.
- Im April 2009 erschien ein Faceliftmodell.
- Der Oktober 2011 brachte ein Sondermodell zum 50. Geburtstag des Carry. Die 50 th Birthday-Edition hatte unter anderem Klimaanlage, Servolenkung, textile Sitzbezüge (wasserabweisend) und ein Soundsystem bei allen Versionen, die 4WD-Versionen zusätzlich automatische Differentialsperren. Alle Fahrzeuge diese Sonderausgabe trugen im Innenraum ein spezielles Emblem.

Ab Mai 2012 war der Carry mit verbesserten Sicherheitsgurten, Sitzverstellbarkeit und vergrößerten Kopfstützen ausgestattet. Als Reaktion auf neue Regeln ab Januar 2013 hatten die Rückstrahler neu gestaltete Reflektoren und eine Nebelschlussleuchte.

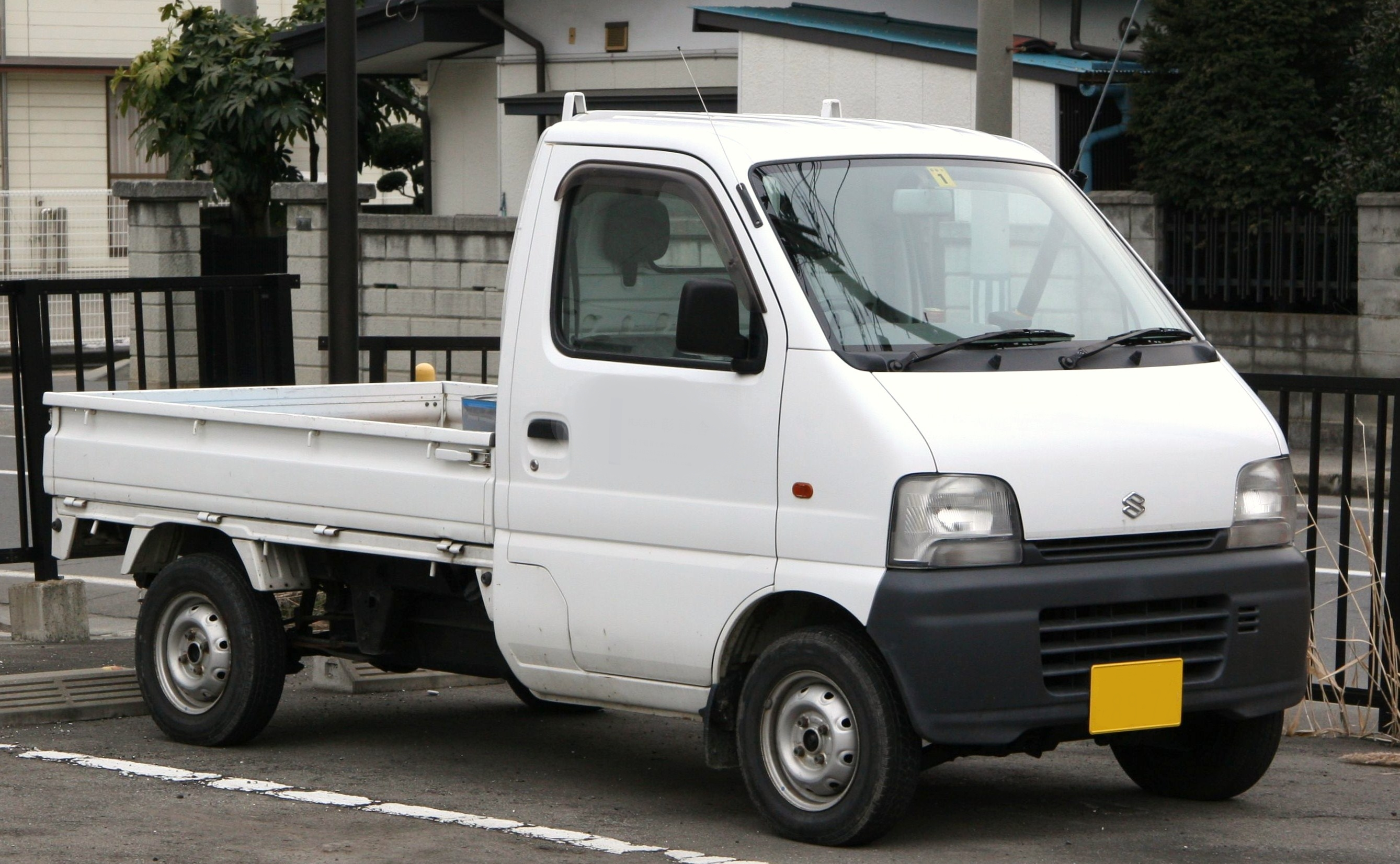
Carry 1999–2001
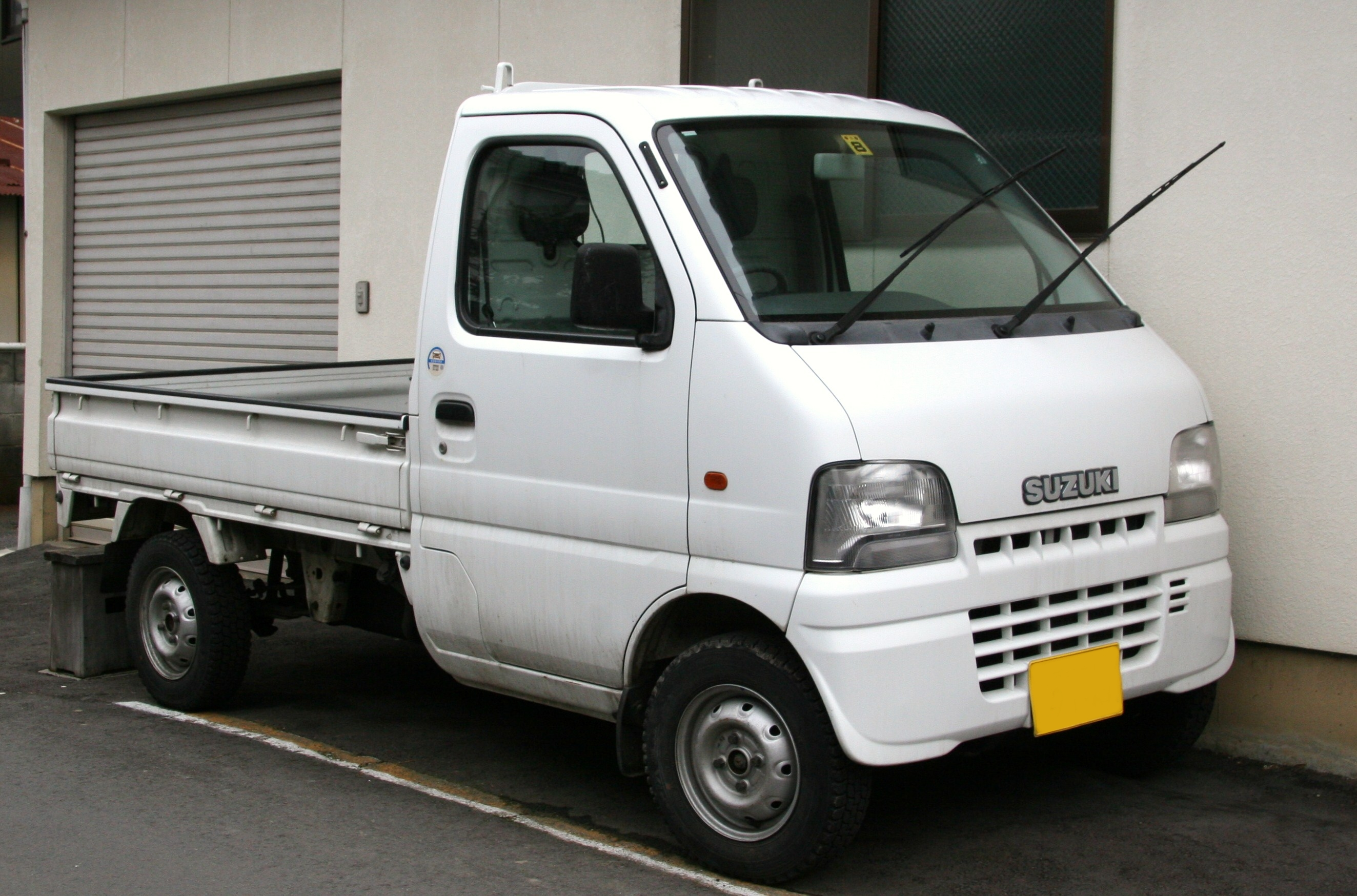
Carry 2001–2002
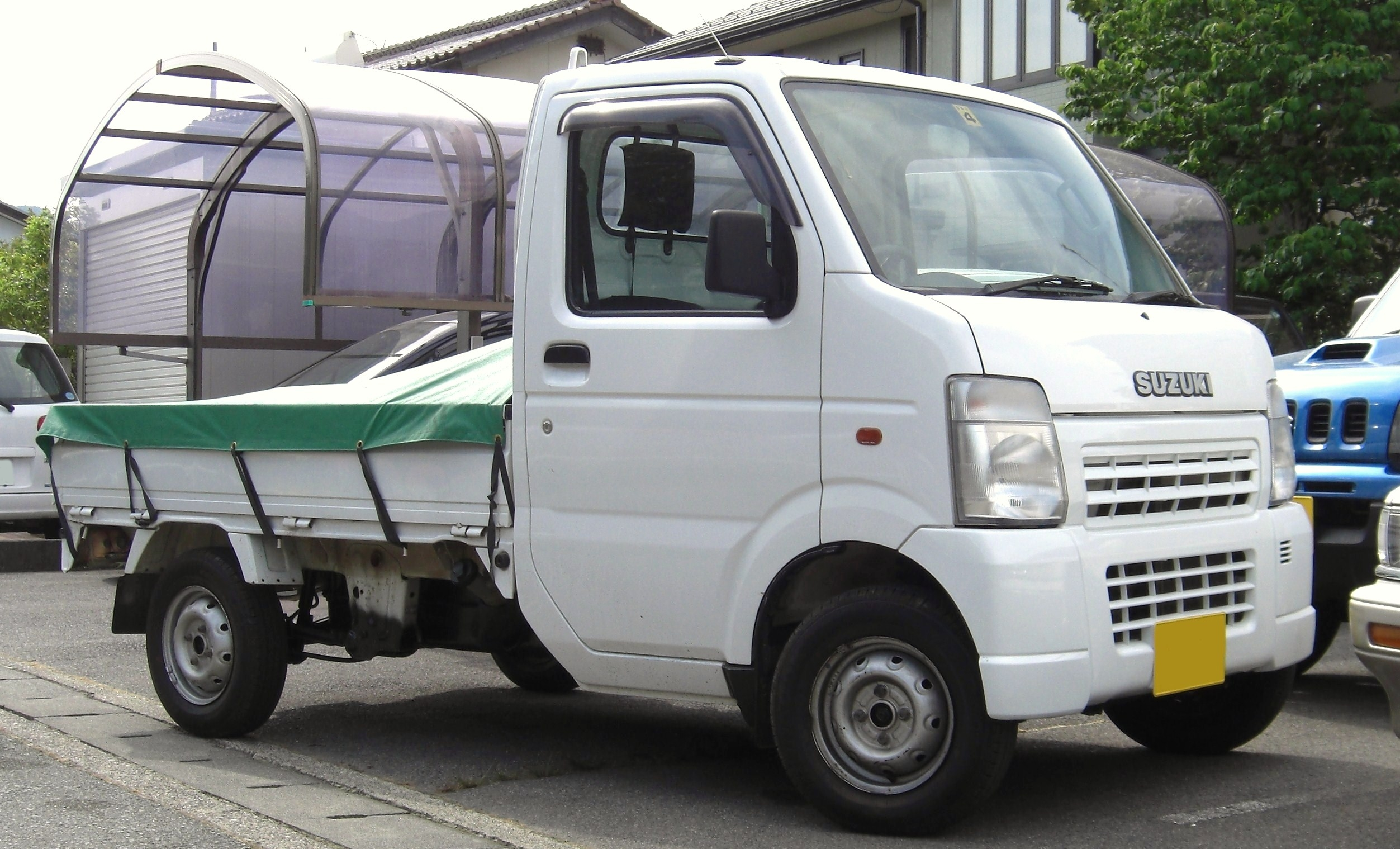
Carry 2002–2009
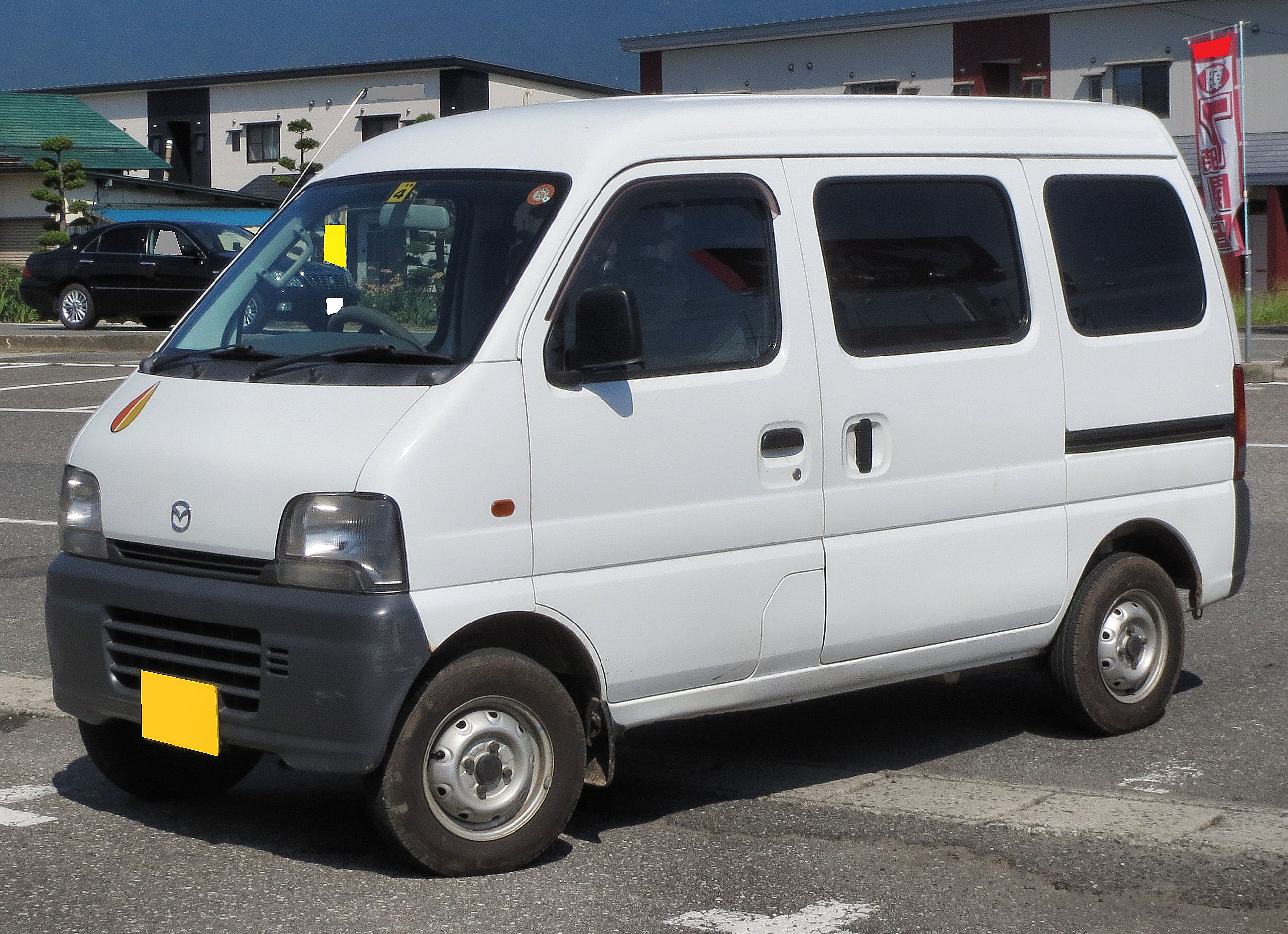
Mazda Scrum III

### Suzuki Super Carry 1999–2005 Europa
Der ab 1999 nach Europa exportierte Super Carry basierte auf dem Suzuki Every IV und wurde nur noch als Kastenwagen bzw. Kleinbus angeboten. Der Import wurde 2005 eingestellt, auf einigen Märkten bereits früher.

## Suzuki Carry DA16T seit 2013
Seit August 2013 ist die 12. Carry-Generation im Heimatmarkt erhältlich. Den Antrieb übernimmt der 0,6 Liter R06A DOHC-Benzinmotor mit variabler Ventilsteuerung und 37 kW (50 PS) Leistung bei 5700/min. Wiederum gibt es neben dem Frontantrieb auch eine 4WD-Version und wahlweise 5-Gang-Schaltgetriebe oder 3-Stufen-Automatikgetriebe. Als Radstand ist nur die kurze Version des Vorgängers erhältlich. Durch eine weitere Vorverlegung der Fahrerkabine jedoch wurde eine größere Ladelänge von 2030 mm gegenüber der Vorgänger-Kurzversion erreicht. Die Ladefläche ist nun durch bessere Seitengestaltung leichter mit Paletten zu beladen. Verbesserte Trittstufen verhindern das Abrutschen sowohl beim Zugang zum Ladeabteil, als auch zum Fahrerhaus. Wie beim Vorgänger werden verschraubbare Karosserieteile verwendet, um Reparaturen einfach und kostengünstig zu halten. Die Rostmaßnahmen wurden gestärkt, mehr als 95 % der Karosserie besteht aus verzinkten Blechen, auch der Rahmen. Das Leergewicht wird mit 680–740 kg angegeben.
Verbesserungen des Motors mit nun weniger erforderlicher Kühlflüssigkeit und andere Maßnahmen brachten eine Gewichtsreduzierung von 50 kg, wodurch die Kraftstoffeffizienz ebenfalls verbessert werden konnte. Ein Fahrer-Airbag ist nun serienmäßig verbaut, ebenso wie Halogenscheinwerfer, Multi-Reflektor-Typ, mit verbesserter Lichtverteilung, CD-Player (AM/FM-Radio), 2 Front-Lautsprecher, elektrische Fensterheber, Keyless Entry, Textil-Sitzbezüge, Türtasche (Fahrer und Beifahrer), in Wagenfarbe lackierte Außenspiegel und Türgriffe sowie eine Servolenkung. Der 4WD hat nunmehr eine automatisch zuschaltbare Differentialsperre. Optional für alle Modelle sind Beifahrerairbag, Antiblockiersystem, Beifahrer-Gurtstraffer und Klimaautomatik erhältlich.
Auch ein Mazda-Scrum-Modell sollte es wieder geben. Nachdem Mitsubishi Motors beschlossen hatte, sich aus der Herstellung von leichten Nutzfahrzeugen (Mitsubishi Minicab) zurückzuziehen und damit auch Nissan mit dem Clipper NV/NT 100 davon betroffen war, schlossen Mitsubishi und Nissan Verträge mit Suzuki zur Lieferung der 12. Carry-Generation und der darauf basierenden "Suzuki Every"-Generation als Badge-Engineering-Modelle, welche 2014 auf dem Markt kommen sollten.

## Suzuki Carry Futura und Suzuki Futura seit 1983, Mitsubishi Colt T120SS seit 1991
Der Suzuki Carry Futura wurde 1983 in Indonesien eingeführt. Der Radstand des nur als Pick-up erhältlichen Modells betrug zuerst 1970 mm, die maximale Länge 3875 mm und die Breite 1570 mm. Die Karosserie entsprach weitgehend dem Suzuki Carry ST30/40/90. Jedoch hatte er einen 1360-cm³-Benzinmotor.
Ab 1991 wurde eine modernisierte Variante produziert, die seither auch mit einem 1590-cm³-Benzinmotor erhältlich ist. Das Standardmodell hat seither eine Länge von 3720 mm bis 3940 mm bei der größten Variante.
Für den indonesischen Markt wird das Modell auch mittels Badge-Engineering von Mitsubishi Motors als Mitsubishi Colt T120 SS angeboten. Mitsubishi ersetzte damit die erste Generation dieser Modellreihe die auf der ersten Generation Mitsubishi Delica basierte. Das Mitsubishi-Modell unterscheidet sich neben den Emblemen durch die Verwendung von eigenen Motoren. Entweder kommt der Mitsubishi 1,3 Liter (1343 cm³) Vergaser-Motor Typ 4G17 mit 78 PS (57 kW) oder der größere 1,5 Liter (1468 cm³) Einspritzer Typ 4G15 mit 86 PS (63 kW) zum Einsatz. Beide Motoren verfügen über drei Ventile pro Zylinder.
Der Colt T120 SS wird auch als bloßes Fahrgestell für Aufbauten und als Pick-up mit festen Seitenwänden oder Pick-up mit klappbaren Seitenwänden produziert.
2008 erhielten beide Modelle ein Facelift mit modernisierter Front.

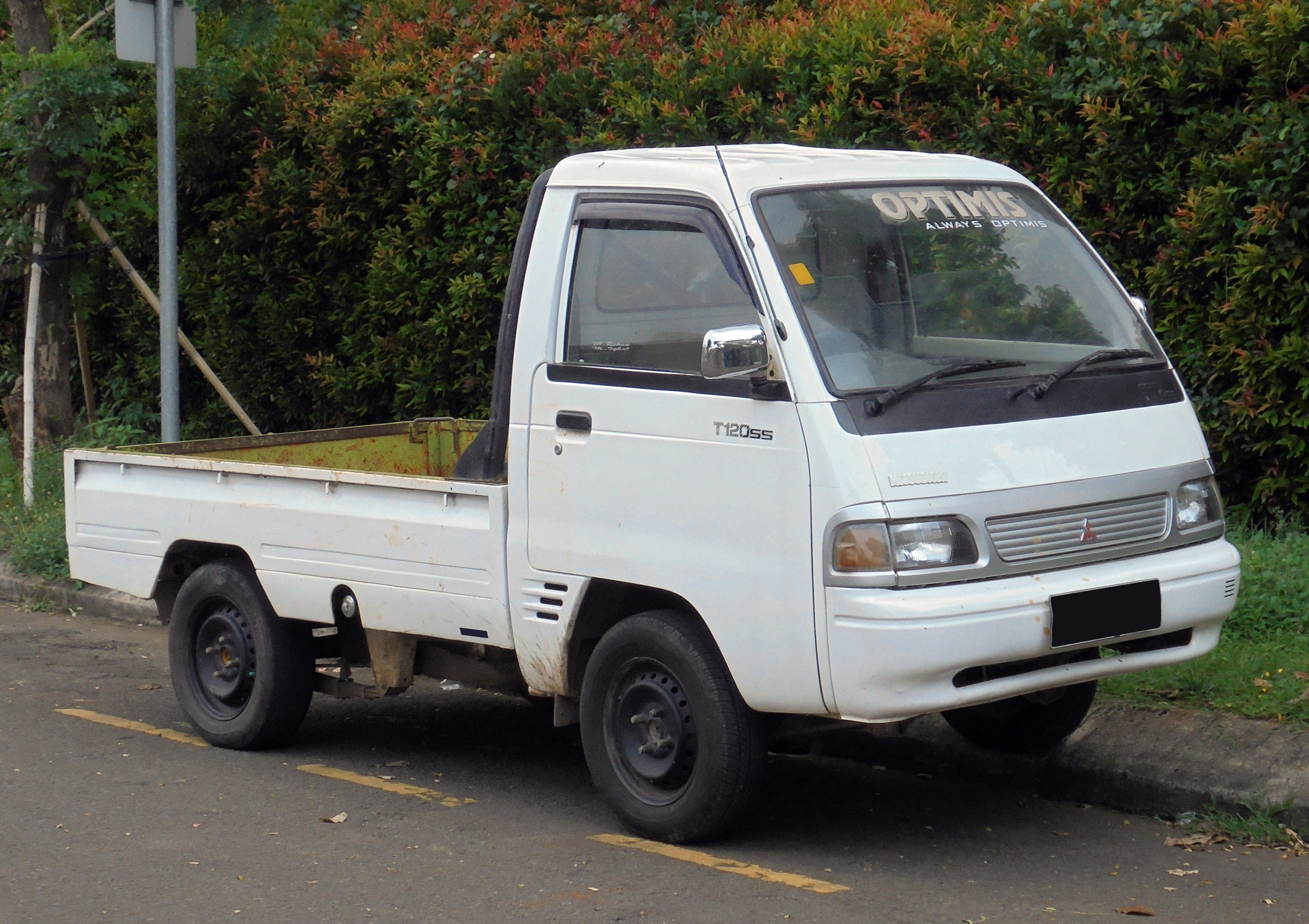
Mitsubishi Colt T120 SS II baugleich mit Suzuki Carry Futura II
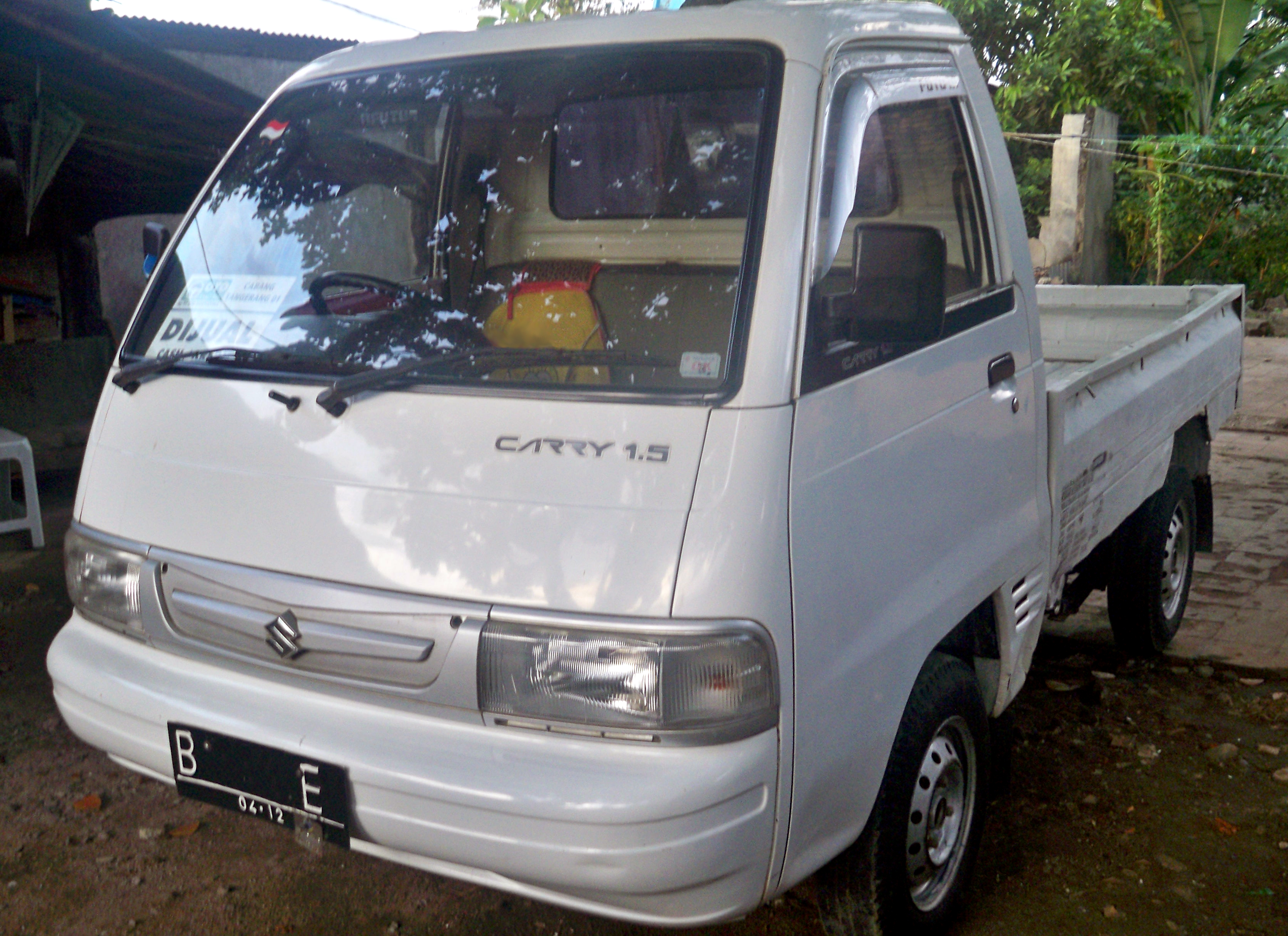
Suzuki Carry Futura III
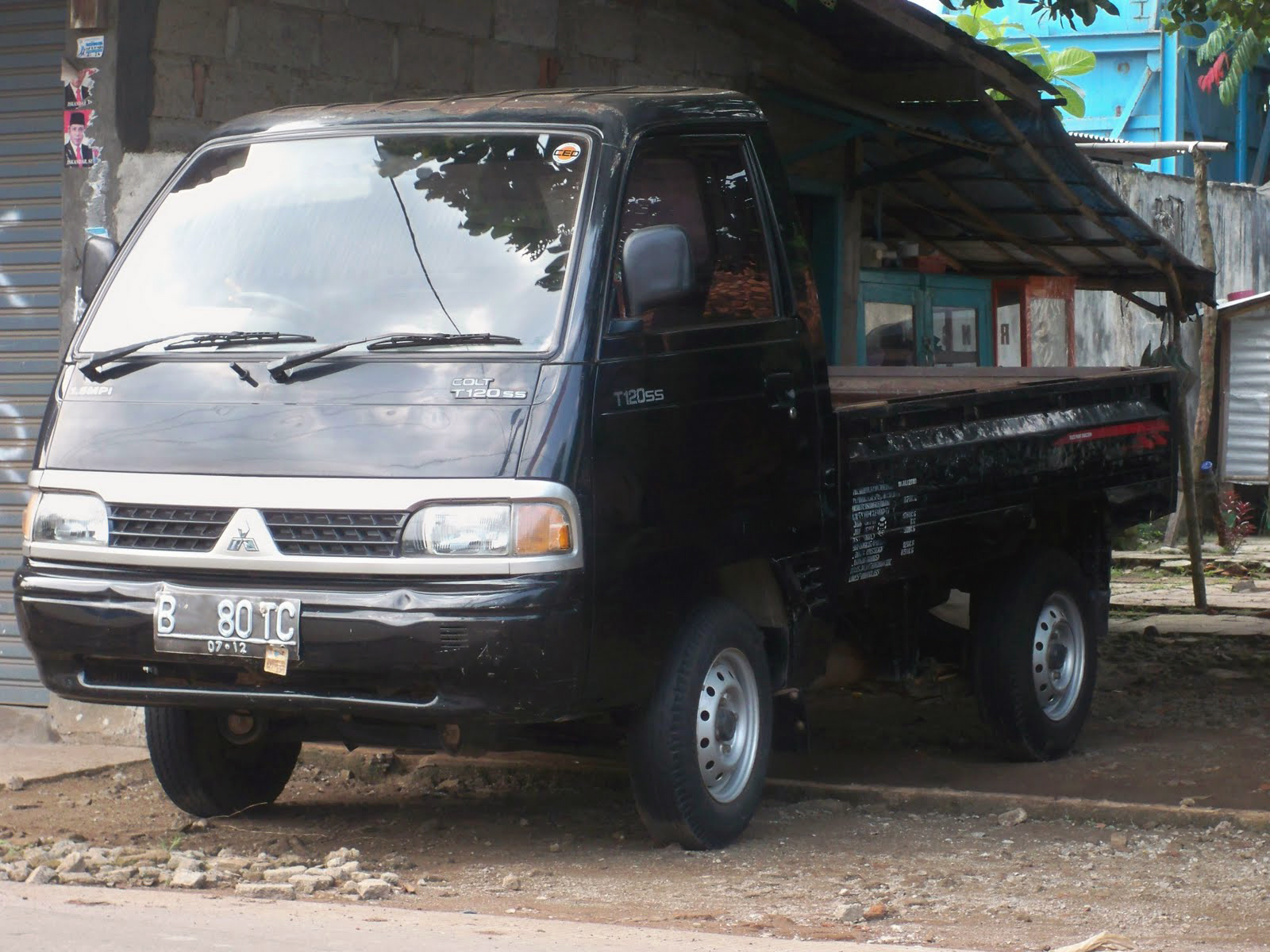
Mitsubishi Colt T120 SS III

## Modelle in Deutschland

### Motorisierung
Die ersten Modelle ab 1981 waren mit einem 0,8-Liter-Motor ausgestattet. Das Modell Super-Carry ab 1985 war zuerst lediglich mit einem Triebwerk lieferbar. Es handelte sich hierbei um einen 1,0-Liter-Ottomotor mit einem Vergaser und 33 kW (45 PS) Leistung. Die Reinigung der Abgase übernahm ein ungeregelter Katalysator. Alle Modelle, außer der Variante „Family“ (5-Gang), waren mit einem 4-Gang-Schaltgetriebe ausgerüstet. 1992 wurde diese Motorvariante eingestellt und zwischen 1995 und 1997 mit geregeltem Katalysator und nun 30 kW (41 PS) Leistung wieder ins Programm genommen. Ab 1986 gab es einen 1,3-Liter-Einspritzer mit geregeltem Katalysator und serienmäßigem 5-Gang-Schaltgetriebe, der auch im Offroad-Modell Samurai verwendet wurde. Der von 1999 bis 2002 in Deutschland und bis 2005 in Europa angebotene Suzuki Every (4. Generation), welcher hier als Suzuki Carry angeboten wurde, hatte einen 1298-cm³-SOHC-VVTi-Benzinmotor mit variabler Ventilsteuerung mit 5-Gang-Schaltgetriebe oder 4-Stufen-Automatikgetriebe und 58 kW (79 PS) Leistung.
| Otto-Reihenvierzylinder | Otto-Reihenvierzylinder | Otto-Reihenvierzylinder              | Otto-Reihenvierzylinder | Otto-Reihenvierzylinder | Otto-Reihenvierzylinder      | Otto-Reihenvierzylinder |
| Modell                  | Zeitraum                | Hubraum                              | Gemischzufuhr           | Steuerung               | Leistung                     | max. Drehmoment         |
| ----------------------- | ----------------------- | ------------------------------------ | ----------------------- | ----------------------- | ---------------------------- | ----------------------- |
| 0.8                     | 1981–1984               | 797 cm³ Bohrung/Hub: 62 mm / 66 mm   | Vergaser                | OHC, 2 Ventiler         | 27 kW (37 PS) bei 5500 min−1 |                         |
| 1.0 U-Kat.              | 1985–1992               | 970 cm³ Bohrung/Hub: 65,5 mm / 72 mm | Vergaser                | OHC, 2-Ventiler         | 33 kW (45 PS) bei 5300 min−1 | 75 Nm bei 3200 min−1    |
| 1.0 G-Kat.              | 1995–1997               | 970 cm³ Bohrung/Hub: 65,5 mm / 72 mm | Saugrohreinspritzung    | OHC, 2 Ventiler         | 30 kW (41 PS)                |                         |
| 1.3 Kat                 | 1986–1999               | 1324 cm³ Bohrung/Hub: 74 mm / 77 mm  | Saugrohreinspritzung    | OHC                     | 57 kW (78 PS) bei 6000 min−1 |                         |
| 1.3 Kat                 | 1999–2002               | 1298 cm³ Bohrung/Hub:                | Saugrohreinspritzung    | SOHC                    | 58 kW (79 PS)                |                         |